# 1-芘亚甲基丙二酸二甲酯
1-芘亚甲基丙二酸二甲酯是一种有机化合物，化学式为C22H16O4。它可由1-芘甲醛和丙二酸二甲酯在哌啶催化下于乙腈中加热反应制得。它和三甲基氧化锍碘化物、氢化钠在二甲基甲酰胺中反应，可以得到2-(1-芘基)环丙烷-1,1-二甲酸二甲酯。